# Boles (film, 2013)
Boles je slovenski kratki animirani film iz leta 2013. Scenarij je nastal na po kratki zgodbi Njen ljubimec Maksima Gorkega, ki jo je izbrala Čadeževa, za katero je to prvi profesionalno narejen animirani film.

### Zgodba
Pisatelj Filip živi v siromašnem predelu mesta. Ostarela, osamljena in neokusno napravljena prostitutka Tereza bi rada na vsiljiv način navezala stik z njim, vendar jo z gnusom zavrne. Vzame knjigo s knjižnih polic, ki razmejujejo njune prostore in opazuje, kako posluša radijsko oddajo o lokacijah ladij, dokler ga ne pogleda. Nekega večera mu narekuje pismo, da bi ga poslala svojemu Bolesu. Ko končata, spravi pismo v nedrje, odpre njegov zvezek in ga vpraša o njem, vendar ji da vedeti, da noče govoriti z njo. Ko odide, se mu začnejo prsti mehčati, daljšati in zatikati v pisalni stroj. Zamrzne jih v zamrzovalniku, vendar mu to ne pomaga. Pomanjšan pade med tipke. Naslednje jutro ga Tereza najde spečega na tleh, s prsti na tipkah. Poboža njegove roke in postavi pisalni stroj na mizo. Ko mu začne narekovati, ugotovi, da govori v Bolesovem imenu. Ujezi se in jo pošlje ven. Vzame knjigo na polici in vidi, kako sedi na mizi in posluša radio. Vrne se k pisalnemu stroju, preveri svoje prste in začne pisati. V naslednjem prizoru pomanjšan skače po tipkah in opazi Terezo, ki žalostno sedi, zato stopi k njej in ji ponudi roko. Tereza se obotavlja, nato pa se mu pridruži. Filip se zbudi, dokonča pismo in ga vtakne v kuverto, na katero napiše Terezino ime. Zmeče knjige s police in ugotovi, da Tereza in njeno stanovanje ne obstajata. Pismo vrže v svoj nabiralnik in odide.

## Financiranje in produkcija
Projekt je ocenjen na 186.010 evrov. Podprla sta ga Slovenski filmski center (118.280 evrov) in Film und Medien Stiftung NRW. Producent je bil No History, koproducent pa HUPE film Köln.
Igralca sta svoje glasove posnela predhodno. Za izdelavo Filipove sobe so potrebovali eno leto. Ostalo so izdelovali med snemanjem. Scenografijo ter lutke iz silikona, ki je omogočal odpiranje ust in raztegovanje, je izdelal Žiga Lebar, za katerega je bil to prvi animirani film. Nasvete so pobrali s forumov, blogov in od prijateljev. Najdaljši prsti so merili 30 cm. Manjši pisalni stroj je meril 4cm in je imel sistem za premikanje črk. Nekateri prsti so vsebovali žice, drugi ne. Ekipa je večinoma nemška zaradi režiserkinih pozitivnih izkušenj pri njenem diplomskem filmu Liebeskrank. Animatorja Oliverja Throma je najela zaradi usposobljenosti. Njegovo perfekcionistično delo je prispevalo k podaljšanju snemanja, do česar je imela kot hkratna producentka in ustvarjalka mešane občutke. Ni se strinjala z njim tudi glede tega, da se morajo lutke ves čas premikati, saj meni, da lutko oživi gledalec. Z nemškim delom ekipe so zaradi finančnih razlogov komunicirali prek Skypea. Direktor fotografije je tako dajal navodila glede osvetlitve, če pa se je scena zamenjala, je šel pogledat v živo. Z osvetlitvijo sta se ukvarjala tudi animatorja Throm in Vidmar. Tudi spletni način komunikacije je podaljšal produkcijo. Zaradi prekoračitve roka je Čadeževa izgubila pravico do uporabe Vibinih storitev. Ob snemanju se je soočala s pomanjkanjem denarja. Iskanje podpore je trajalo dve leti, produkcija prav tako.
V zgodbi Gorkega Tereza zaradi prostituiranja izgine, kar pisatelj pospremi z moralističnimi toni. Temu sta se Čadež in Zorc hotela izogniti, zato sta Terezo spremenila v plod pisateljeve domišljije. Originalna zgodba je bila deležna izrazite predelave. Čadeževa je več empatije čutila do Filipa, animator Throm pa do Tereze.

## Glasovni igralci
- Katja Levstik: Tereza
- Gregor Zorc: Filip

## Ekipa
- koproducenti: Martin Roelly, Erik Winker in Andreas Brauer
- animacija: Oliver Throm (glavni animator in asistent režije), Brina Vogelnik, Špela Čadež in Leon Vidmar
- fotografija in barvna korektura: Michael Jörg
- glasba: Tomaž Grom
- montaža: Thomas Schmidl
- izdelava lutk in scenografije: Žiga Lebar
- zvok: Johanna Herr
- kostumografija: Gordana Bobojević
- lasulje: Gabriela Fleischman

## Nagrade
- 2015: Štigličev pogled za režijo
- Animateka 2013: nagrada občinstva
- Festival slovenskega filma 2013: vesna za kratki film

## Izdaje na nosilcih
- Boles. Warsaw : New Europe Film Sales, 2013